# Rune Berger
Rune Berger, precedentemente conosciuto come Rune Johansen (Tromsø, 1º aprile 1978), è un allenatore di calcio ed ex calciatore norvegese, di ruolo difensore.

## Carriera

### Giocatore

#### Club
Berger iniziò la carriera con la maglia del Tromsø. Debuttò nella Tippeligaen il 30 giugno 1996, subentrando a Stein Berg Johansen nel pareggio casalingo per 2-2 contro il Viking.
Giocò poi in prestito all'Alta e, nel 2000 inoltrato, ai Bristol Rovers.
Fu poi ceduto allo Aalesund. Esordì con la nuova maglia il 13 aprile 2003, nella sconfitta casalinga per 3-2 contro il Tromsø. Al termine della stagione, la squadra retrocesse in Adeccoligaen.
Tornò in seguito al Tromsø, con cui chiuse la carriera.

### Allenatore
Dopo aver abbandonato l'attività agonistica, Berger entrò nello staff tecnico dell'Alta. Nel 2011, fu scelto come nuovo allenatore.